# Jordi Cortès Rodríguez
Jordi Cortès Rodríguez   (Badalona, 31 de maig de 1960) és un escriptor i professor català.
Llicenciat en geografia i història per la Universitat de Barcelona. És soci de la Societat Catalana de Geografia. Professionalment s'ha dedicat a l'ensenyament i ha estat professor a l'Escola Santa Anna de Barcelona fins a desembre de l'any 2023. Ha compaginat la tasca docent amb la literatura: ha conreat la novel·lística, principalment juvenil, el conte i l'assaig amb contingut geogràfic i històric de Catalunya, concretament de Pals (Baix Empordà), la comarca del Lluçanès, i Calders (Moianès).
Ha rebut guardons al llarg de la seva carrera. Amb la seva primera novel·la Les veus de Roca Roja va guanyar el Premi Ciutat d'Olot de narrativa juvenil, l'any 2008, i l'any següent rebia el Premi Columna Jove per L'Enigma de Stromboli. El 2010 tornava a ser guardonat amb el Premi Vila de Cambrils de narrativa marítima per Illingas, l'última platja, una novel·la per a públic adult de caràcter intimista que desenvolupa el seu argument a l'illa de Creta, que utilitza un llenguatge molt directe. Un fet remarcable és la publicació l'any 2013 de L'exèrcit de les tenebres, una novel·la que va escriure conjuntament amb un alumne seu de l'escola, Xavier Montoriol, a qui va assessorar en qüestions formals de registre o to.

## Obres
Novel·la
- Les veus de la Roca Roja. Barcelona: La Galera, 2008
- L'enigma de Stromboli. Barcelona: Columna, 2009
- Illingas, l'última platja. Valls: Cossetània, 2011
- La Germandat de la Muntanya. Barcelona: Columna, 2011
- Bering. A la recerca d'Amèrica. Barcelona: Bambú, 2012
- L'exèrcit de les Tenebres. Barcelona: Columna, 2013

Divulgació
- Pals. Girona: Quaderns de la Revista de Girona, 2008
- Calders, un municipi entre el pla de Bages i el Moianès. Calders: Ajuntament, 1996. Realitzat amb Roser Serra et al.[3]
- La comarca del Lluçanès: estudi d'un espai. Barcelona: Rafael Dalmau, 1996
- Trenta personatges singulars de les comarques gironines (1808-1936) Valls, Ed. Cossetània 2019[10]

Conte
- L'enderroc (2006)
- Na Margarida de Pals (2007)
- Camins de mala petja (2007)
- Comiat amb boira (2008)
- Patètic (2008)
- Petita història de Pals. Barcelona, Ed. Mediterrània 2017. Il·lustracions de Pilarín Bayés.